# Via Antica consolare campana
La via Antica consolare campana, altrimenti detta via Campana, sorge in Campania sul tracciato di una delle principali strade dell'Impero Romano.

## Caratteristiche
Lunga 21 miglia, cominciava dall'Anfiteatro Flavio di Puteoli (oggi Pozzuoli) e si snodava tra alcuni antichi crateri, passando per i territori degli attuali comuni di Quarto, Marano di Napoli, Qualiano, Giugliano in Campania, Aversa e Teverola finendo sulla via Appia a Capua antica (oggi nel comune di Santa Maria Capua Vetere).
Al quarto miglio attraversava il cratere di Quarto Flegreo in cui sorge l'omonima città dando luogo al passaggio detto Montagna Spaccata, letteralmente un taglio fatto dagli antichi romani nella parete del cratere per permettere l'attraversamento fino al lato opposto del cratere (dove invece la strada sale lungo i pendii).
Il passaggio di Montagna Spaccata è tuttora perfettamente conservato e utilizzato come via principale per uscire ed entrare dal comune. È ancora possibile osservare i mattoni posti dagli antichi romani per impedire il collassamento delle pareti del cratere, che si sono conservati ottimamente lungo tutto il passaggio.
Percorrendo la strada è possibile notare ai suoi lati vari complessi di catacombe e necropoli romane.
Nel XIX secolo fu tracciata la Nuova via Campana che in diversi tratti si sovrappone a quella antica. Vennero costruiti il Ponte Surriento a Qualiano e le cosiddette Colonne di Giugliano che 
rappresentano la porta di ingresso a Giugliano e alla Nuova via Campana.